# Josh Miller
Josh "Worm" Miller, född 23 september 1978 i Minneapolis i Minnesota, är en amerikansk filmskapare, skribent, TV-regissör, och skådespelare. Han brukar till största delen samarbeta tillsammans med Patrick Casey, som han lärde känna via high school. Tillsammans har denna duo bland annat skrivit manus till de två första Sonic the Hedgehog-filmerna, som hade biopremiär år 2020, respektive 2022. De har också skrivit manus till den kommande filmen Sonic the Hedgehog 3, som har biopremiär i december 2024.

## Filmografi (i urval)

### Filmer
- 2003 – National Lampoon Presents Dorm Daze
- 2006 – National Lampoon's Dorm Daze 2
- 2007 – Battle for Terra
- 2020 – Sonic the Hedgehog
- 2022 – Sonic the Hedgehog 2
- 2022 – Violent Night
- 2024 – Sonic the Hedgehog 3

### TV-serier
- 2017 – Powerless (TV-serie)
- 2019 – Into the Dark (TV-serie)